# Clara Tott
Clara Tott, in anderen Quellen auch Clara Dett oder Clara von Dettingen bzw. Tettingen (um 1440; † um 1520), war die morganatische Ehefrau des Pfälzer Kurfürsten Friedrich I. und Stammmutter des Hauses Löwenstein-Wertheim, einer Nebenlinie der Wittelsbacher.

## Leben
Clara Tott, in der Regel nach Sitte ihrer Zeit mit der weiblichen Endung des Familiennamens Clara Tottin genannt, entstammte der im 15. Jahrhundert unter den Wohlhabenden der Reichsstadt Augsburg erscheinenden Familie Tott. Ihr Vater war der Ratsknecht Erhard Tott. Wegen Diebstahls an der Stadtkasse wurde er 1449 in Augsburg am Galgen hingerichtet. Sie aber wurde Hoffräulein bei Herzogin Anna (1420–1474), der Ehefrau Herzog Albrechts III. von Bayern-München. Hier wirkte sie u. a. als Sängerin und begann 1459 eine Liebesbeziehung mit Kurfürst Friedrich I. von der Pfalz. Daraus gingen zwei Söhne hervor, die beide in einer Vielzahl von Dokumenten als ehelich anerkannt werden, doch ist der Zeitpunkt der elterlichen Eheschließung unklar; einige Quellen nennen das Jahr 1462. Publik wurde die Heirat erst 1472, als Friedrich, der erstgeborene Sohn, die Aufnahme als Kleriker in die Domstifte von Speyer und Worms anstrebte und deshalb eine zweifelsfreie eheliche Abstammung nachweisen musste. Im gleichen Jahr und schon einmal 1470 hatte der zukünftige Kurfürst Philipp der Aufrichtige seinen Onkel, Kurfürst Friedrich I., urkundlich von dem früher einmal zu seinen Gunsten abgelegten Versprechen der Ehelosigkeit entbunden. Aus Gründen der Staatsräson hielt man die ganze Sachlage aber möglichst geheim.
Clara Tott wurde nach dem Tod ihres Mannes im Jahre 1479 von dessen Neffen, Adoptivsohn und Nachfolger Philipp sogar über Jahre hinweg auf Burg Lindenfels in Gefangenschaft gehalten, nur um die tatsächlichen Familienverhältnisse nicht an die breite Öffentlichkeit dringen zu lassen. Die frühen Geschichtsschreiber drücken sich meist unklar und sehr vorsichtig über den Fall aus, da sie bei der mächtigen Kurpfalz nicht in Ungnade fallen wollten. Spätere Historiker übernahmen diese unklaren Formulierungen von ihren Vorgängern, zumal das Thema durch die fortschreitende Zeit dynastisch und historisch an Bedeutung verlor.
Erst die rechtskundigen Historiker Johann Ludwig Klüber und August Wilhelm Heffter haben im 19. Jahrhundert diesbezüglich nachhaltig geforscht und sehr ausführliche Abhandlungen darüber verfasst, die anhand verschiedenster Quellen eine eheliche Geburt beider Söhne Friedrichs I. und Clara Totts eindeutig belegen und darüber hinaus stichhaltig nachwiesen, dass Clara Tott sogar adeliger Herkunft gewesen sein muss.
Clara Tott war musikalisch sehr begabt und wirkte nachhaltig bei der Gestaltung des musikalischen Lebens am Heidelberger Hof mit. Sie unterstützte ihren Mann beim Aufbau der dortigen Kantorei und veranlasste die Berufung des damals berühmten Sängers Johannes von Soest zu deren Leiter.

## Nachkommen
Clara Tott und Kurfürst Friedrich lebten eine glückliche Ehe. Ihre beiden Söhne waren:
- Friedrich von Bayern (* um 1460; † 16. Oktober 1474); seit 1472 Kanoniker am Domstift Speyer, dann auch am Domstift Worms, starb noch zu Lebzeiten seines Vaters und wurde – gleich ihm – in der Heidelberger Franziskanerkirche beigesetzt. Sein dortiger Epitaph bezeichnete ihn ausdrücklich als „ehelichen Sohn“ des Kurfürsten. Der Grabstein, mit Bildnis Friedrichs in Klerikerkleidung, befand sich noch 1716 in dieser Kirche, allerdings schwer beschädigt durch die Franzosen.[9]

- Ludwig von Bayern (1463–1523). Er wurde am 24. Februar 1494 vom römisch-deutschen König Maximilian I. in den Reichsgrafenstand erhoben. Sein Vater Kurfürst Friedrich I. hinterließ ihm die Grafschaft Löwenstein. Ludwig von Bayern, wie man ihn nannte, ist der Begründer des Fürstenhauses Löwenstein-Wertheim. Seine Erben erwarben später die Grafschaft Wertheim und wurden in den Fürstenstand erhoben.

Da Kurfürst Friedrich I. bis zu seinem Tode nur stellvertretend für seinen Neffen und Adoptivsohn Philipp den Aufrichtigen regierte, verzichtete er für seine beiden Söhne mit Clara Tott auf reguläre Erbansprüche. Sie sollten nur dann in der Kurpfalz erbberechtigt werden, falls Kurfürst Philipp oder seine Söhne vor ihnen sterben würden. Man hatte also für den Fall eines Aussterbens von Philipps Familienstamm, zur Sukzession jenen Friedrichs und Clara Totts vorgesehen, welcher der nächstverwandte war und später zum Fürstenhaus Löwenstein wurde.

## Nachruhm
Nach Clara Tott ist eine Straße in Augsburg benannt.